# Sutatta Udomsilp
Sutatta Udomsilp (tiếng Thái: สุทัตตา อุดมศิลป์, phiên âm: Su-thát-ta U-đom-sin, sinh ngày 5 tháng 6 năm 1997) còn có nghệ danh là Punpun (ปันปัน), là một nữ diễn viên người Thái Lan gốc Hoa. Cô được biết đến qua các bộ phim như Mùa hè năm ấy (2013), Cô nàng điện giật (2015), và Tuổi nổi loạn (2013–2015).

## Tiểu sử và học vấn
Sutatta sinh ngày 5 tháng 6 năm 1997 tại Băng Cốc, Thái Lan. Cô là con út trong gia đình có 3 người con, cô có một anh trai và một chị gái.
Cô theo học trường Kasetsart University Laboratory School và Ruamrudee International School trước khi nhập học Khoa Nghệ thuật Truyền thông, trường Đại học Chulalongkorn.

## Sự nghiệp
Sutatta bước vào làng giải trí từ năm bốn tuổi khi đóng quảng cáo. Vai diễn điện ảnh đầu tay của cô là phim kinh dị Ladda Land (Ngôi làng bí ẩn) năm 2011. Cô còn đóng vai chính trong Seven Something (Chuyện 7 năm) năm 2012.
Vào năm 2013, ở tuổi 16, cô bị bắt quả tang đang sử dụng methamphetamine cùng một người bạn. Cha cô yêu cầu cô rời khỏi ngành tạm thời như một hình phạt.
Sutatta đoạt giải "Suphannahong Award" với vai chính trong phim Last Summer (Mùa hè năm ấy). và được đề cử "Nữ diễn viên chính xuất sắc nhất" tại giải "2019 Asian TV Awards" với vai diễn Elle trong Bangkok Love Stories 2: Plead (Chuyện tình Băng Cốc 2: Biện hộ).

## Đời tư
Tuy Sutatta có một sự nghiệp diễn xuất khá thành công nhưng đời tư của cô cũng ồn ào không kém cho dù tuổi nghề chưa nhiều. Hình ảnh cô đập đá, dùng chất kích thích khi mới 16 tuổi từng một thời gian gây lũng loạn làng giải trí xứ Chùa Vàng, đến nỗi bố mẹ của Sutatta phải đứng ra xin lỗi công chúng, hơn nữa cô cũng có những phát ngôn gây sốc.

## Các phim đã tham gia

### Phim điện ảnh
| Năm  | Tên gốc         | Vai           | Ghi chú   | Đài      |
| ---- | --------------- | ------------- | --------- | -------- |
| 2011 | Ladda Land      | Nan           | Vai phụ   | Netflix  |
| 2012 | Seven Something | Milk Suthirak | Vai chính |          |
| 2013 | Last Summer     | Meen          | Vai chính |          |
| 2015 | May Who?        | May Nai       | Vai chính | Apple TV |
| 2021 | The Whole Truth | Pim           | Vai chính | Netflix  |
| 2022 | Faces of Anne   | Anne          | Vai chính |          |

### Phim truyền hình
| Năm  | Tên gốc                                   | Vai                                 | Ghi chú            | Đài            |
| ---- | ----------------------------------------- | ----------------------------------- | ------------------ | -------------- |
| 2008 | Rhythm Love                               | Pop                                 | Khách mời          | Channel 5      |
| 2012 | Lieutenant Opas 2                         | Paeng                               | Khách mời (Tập 22) | Channel 9      |
| 2013 | Hormones                                  | Thaneeda "Toei" Kamolpaisarn        | Vai chính          | GMM One        |
| 2014 | Hormones 2                                | Toei Tanida                         | Vai chính          | GMM One        |
| 2014 | ThirTEEN Terrors                          | Im                                  | Vai chính (Tập 2)  | GMM 25         |
| 2015 | Hormones 3                                | Toei Tanida                         | Khách mời (Tập 13) | GMM 25         |
| 2016 | U-Prince Series: The Gentle Vet           | Suaysai                             | Vai chính          | GMM 25         |
| 2016 | I Hate You, I Love You                    | Nana                                | Vai chính          | LINE TV        |
| 2017 | Secret Seven                              | Padlom                              | Vai chính          | One 31         |
| 2018 | Roop Thong                                | Riawkhao / Khaow                    | Vai chính          | GMM 25         |
| 2019 | Wolf                                      | Mo                                  | Vai chính          | One 31 LINE TV |
| 2019 | Hoh Family                                | Lin Zhi                             | Vai chính          | Workpoint TV   |
| 2019 | Bangkok Love Stories 2: Plead             | El                                  | Vai chính          | GMM 25         |
| 2019 | The Stranded                              |                                     | Khách mời (Tập 7)  | One 31 Netflix |
| 2019 | One Night Steal                           | Je                                  | Vai chính          | GMM 25         |
| 2020 | Club Friday 12: Uncharted Love            | Namwan                              | Vai chính          | GMM 25         |
| 2021 | Club Friday The Series 12: Ruk Tong Yaeng | Namwan                              | Vai chính          | One 31         |
| 2021 | Drama For All: Criminal People 5G         | Lin                                 | Vai chính          | Thai PBS       |
| 2022 | Suphapburut Sut Soi 2022                  | Dao                                 | Vai phụ            | One 31         |
| 2022 | Club Sapan Fine 2                         | Oil                                 | Vai chính (Tập 5)  | GMM 25         |
| 2022 | The Three GentleBros                      | Nuengnaret Trakulkasemsuk / "Nueng" | Vai chính          | GMM 25         |
| 2023 | The Jungle                                | Pladao                              | Vai chính          | GMM 25         |
| 2023 | One Night Stand                           | Phaphaeng                           | Vai chính          | One 31         |
| 2024 | Club Friday Season 16: Hot Love Issue     | Ploysai                             | Vai chính          | One 31         |
| 2024 | Ploy's Yearbook                           | "Ploy" Padparadscha                 | Vai chính          | GMM 25         |

### Truyền hình thực tế
| Năm  | Tên chương trình                      | Vai trò   | Đài              | Ghi chú     | Nguồn |
| ---- | ------------------------------------- | --------- | ---------------- | ----------- | ----- |
| 2014 | Hormones: The Next Gen                | Khách mời | GMM One          | Tập 11-13   |       |
| 2014 | 3 Zaaap                               | Khách mời | GMM OneChannel 3 |             |       |
| 2015 | Tuen Pai Dhamma                       | Khách mời |                  | Tập 14      |       |
| 2015 | High School Reunion                   | Khách mời | GMM 25           | Tập 68      |       |
| 2015 | Loukgolf's English Room               | Khách mời | GMM 25GMM One    | Tập 63, 137 |       |
| 2015 | Frozen Hormones                       | Khách mời | GMM OneLINE TV   |             |       |
| 2015 | Talk with Toey Tonight                | Khách mời | GMM 25           | Tập 72      |       |
| 2018 | The Driver                            | Khách mời | LINE TV          | Tập 11      |       |
| 2018 | Talk with Toey One Night              | Khách mời | GMM One          | Tập 67      |       |
| 2019 | Woody FM                              | Khách mời |                  |             |       |
| 2019 | Add You To My List                    | Khách mời |                  | Tập 1       |       |
| 2019 | Guess My Age                          | Khách mời |                  | Tập 96      |       |
| 2019 | The Face Men Thailand: Season 3       | Khách mời |                  | Tập 8       |       |
| 2020 | Preawpak 2020                         | Khách mời | Channel 3        | Tập 14      |       |
| 2020 | Share Loma                            | Khách mời |                  | Tập 62      |       |
| 2020 | GoyNattyDream - Tell Me All About You | Khách mời |                  | Tập 11      |       |
| 2022 | Tower of Love                         | Khách mời | Workpoint TV     | Tập 5       |       |